# Moeche (parroquia)
Moeche (también llamada San Jorge de Moeche y llamada oficialmente San Xurxo de Moeche) es una parroquia del municipio de Moeche, en la provincia de La Coruña, Galicia, España.

## Entidades de población
Entidades de población que forman parte de la parroquia:
- A Costa
- Armenteiro de Abajo (Armenteiro de Abaixo)
- Armenteiro de Arriba
- As Congostras
- Campos (Os Campos)
- Campos del Fojo (Campos do Foxo)
- Casas de Eirido de Abajo (Casas de Eirido de Abaixo)
- Casas de Eirido de Arriba
- Castillo de Abajo (Castelo de Abaixo)
- Castillo de Arriba (Castelo de Arriba)
- Felgosa
- Felgueiras de Abajo (Felgueiras de Abaixo)
- Felgueiras de Arriba
- Herrería de Abajo (A Ferrería de Abaixo)
- Herrería de Arriba (A Ferrería de Arriba)
- Loureiros
- Melle
- Pajota (A Paxota)
- Penasalbas (Penas Albas)
- Pereiro
- Petón
- Portogonzalbo (Portogonzalvo)
- Puente del Norte (A Ponte do Norte)
- Puente del Sur (A Ponte do Sur)
- Pumariño de Abajo (Pumariño de Abaixo)
- Pumariño de Arriba
- Rañal
- Requiá
- Souto da Vila
- Valiña de Abajo (Valiña de Abaixo)
- Valiña de Arriba
- Vigo
- Vila

## Despoblados
- Caleiro (A Caleira)
- Trémoa (A Trémoa)
- Tuiril

## Demografía
| Gráfica de evolución demográfica de Moeche entre 2000 y 2018 |
|                                                              |
| Población de derecho según el padrón municipal del INE       |